# Göllersbach
Göllersbach är ett vattendrag i Österrike.   Det ligger i förbundslandet Niederösterreich, i den nordöstra delen av landet, 22 km nordväst om huvudstaden Wien.
I omgivningarna runt Göllersbach växer i huvudsak blandskog. Runt Göllersbach är det ganska tätbefolkat, med 149 invånare per kvadratkilometer.